# Mythe
« Mythique » redirige ici. Pour les articles homophones, voir Meetic et Mythic.
Pour l’article ayant un titre homophone, voir Mite.
Pour un article plus général, voir Mythologie.
Un mythe est une construction imaginaire qui se veut explicative des phénomènes cosmiques, psychologiques et sociaux, à l'image de dieux et déesses qui proposent une explication pour certains aspects fondamentaux du monde, et de la société qui l'a forgée ou qui la véhicule. Le mythe est porté à l'origine par une tradition orale. La construction imaginaire que constitue le mythe est fondatrice d'une pratique sociale en fonction des valeurs fondamentales d'une communauté à la recherche de sa cohésion :
- la création du monde (cosmogonie), de l'espèce humaine (anthropogonie) et des divinités (théogonie) ;
- les phénomènes naturels astronomiques, météorologiques, géologiques (astromythologie, géomythologie) ;
- le statut de l'être humain, et notamment ses rapports avec le divin, avec la nature, avec les autres individus (d'un autre sexe, d'un autre groupe) ;
- la genèse d'une société humaine et ses relations avec les autres sociétés.

L'étude des mythes est la mythologie. La mythification est l'action ou le processus par lequel l'historiographie, la production artistique ou les représentations populaires considèrent, interprètent ou transforment un personnage ou un épisode historique en un mythe.
Le terme mythe est souvent employé pour désigner une croyance manifestement erronée au premier abord parce qu'elle n'obéit pas aux critères de la rationalité, mais qui peut se rapporter à des éléments concrets exprimés de façon symbolique et partagée par un nombre significatif de personnes. Il met souvent en scène des êtres incarnant sous une forme symbolique des forces de la nature, des aspects de la condition humaine.
Le mythe (qui se veut explicatif en se fondant sur des constructions imaginaires) se distingue de la légende (qui suppose quelques faits historiques identifiables), du conte (qui se veut inventif sans expliquer), et du roman (qui « explique » avec peu de fondements). Ces quatre types de récits fictifs sont parfois confondus.

## Définitions

Mythologie nordique : dans son char tiré par ses deux boucs, Thor affronte les géants, M. E. Winge, 1872.
La part de l'iconographie dans les mythes contribue à leur succès et leur pérennité.

D'après le Dictionnaire de l’Académie française, le sens premier du mot mythe, apparu au XIXe siècle, est un récit fabuleux, pouvant contenir une morale plus ou moins implicite. Il dérive d’une racine indo-européenne meudh qui évoque le souvenir et la pensée et fait référence à la remémoration.
Un mythe implique souvent plusieurs personnages merveilleux, tels que des dieux, des animaux chimériques ou savants, des hommes bêtes, des anges ou des démons, et l'existence d'autres mondes.
Il serait exagéré de prendre un mythe au pied de la lettre, et de croire que les peuples les tiennent pour une description parfaitement exacte (y compris les aspects surnaturels) du déroulement des événements. Il serait sans doute tout aussi tendancieux de les analyser comme de simples récits poétiques, dépourvus de base réelle, des formes archaïques de réflexions philosophiques et proto-scientifiques, réalisées par une analogie poétique plus que sur la logique, et exprimées sous une forme symbolique, voire une sorte de roman.
Ces histoires ne sont pas arbitraires ; les différentes sociétés, même très différentes et sans contacts culturels, présentent des mythes qui utilisent les mêmes archétypes et ceux-ci traitent toujours de questions qui se posent dans les sociétés qui les véhiculent. Ils ont un lien direct avec la structure religieuse et sociale du peuple, et avec leur cosmogonie.
Selon Mircea Eliade : « Il serait difficile de trouver une définition du mythe qui soit acceptée par tous les savants et soit en même temps accessible aux non-spécialistes. D'ailleurs, est-il même possible de trouver une seule définition susceptible de couvrir tous les types et toutes les fonctions des mythes, dans toutes les sociétés archaïques et traditionnelles ? Le mythe est une réalité culturelle extrêmement complexe, qui peut être abordée et interprétée dans les perspectives multiples et complémentaires ». Les philosophes de l'époque post-mythique, tels que Protagoras, Empédocle et Platon utilisent le mythe comme une mise en scène allégorique afin de faire percevoir leurs propos d’une manière concrète. Par exemple, Platon crée des mythes originaux, ou réadapte des mythes antérieurs (par exemple le mythe d'Er le Pamphylien). À sa suite, d'autres philosophes ou certains auteurs de discours argumentatifs ont, eux aussi, eu recours au mythe, dans un même emploi.
L'anthropologue français Claude Lévi-Strauss, offre cet avis : « Un mythe se rapporte toujours à des événements passés avant la création du monde […] ou […] pendant les premiers âges […] en tout cas […] il y a longtemps […]. Mais la valeur intrinsèque attribuée au mythe provient de ce que les événements, censés se dérouler à un moment du temps, forment aussi une structure permanente. Celle-ci se rapporte simultanément au passé, au présent et au futur ».Le spécialiste de la mythologie gréco-latine, Pierre Grimal, concède cette définition généraliste où il prend parti finalement d'accepter le mythe pour lui-même : « C'est à la Grèce que l'on doit le nom et la notion même de mythologie. L'esprit hellène opposait, comme deux modes antithétiques de la pensée, le logos et le mythos, le « raisonnement » et le « mythe ». Le premier, c'est tout ce dont on peut rendre compte rationnellement, tout ce qui atteint à une vérité objective, et qui est identique pour tous les esprits. Le second, c'est tout ce qui s'adresse à l'imagination, tout ce qui n'est pas susceptible de vérification, mais porte sa vérité en soi-même, dans sa vraisemblance, ou, ce qui revient au même, la force de persuasion que lui confère sa beauté ».

## Aspects des mythes
Le mythe est une parole performative et agentive pour celui qui appartient à la culture qui l'a créé. Cette parole raconte une histoire sacrée qui relate non seulement l'origine du monde, des animaux, des plantes et de l'homme, mais aussi tous les événements primordiaux à la suite desquels l'homme est devenu ce qu'il est aujourd'hui, c'est-à-dire un être mortel, sexué, organisé en société, obligé de travailler pour vivre, et vivant selon certaines règles.
Le mythe se déroule dans un temps primordial et lointain, un temps hors de l'histoire, un Âge d'Or, un temps du rêve. Le mythe cosmogonique est « vrai » parce que le monde existe. Le mythe d'identité est « vrai » parce que la communauté dont il est l'image existe. Le mythe d'origine est « vrai » parce que la communauté le répète pour continuer de vivre. En ce sens, le mythe contient quasiment toujours des éléments de liturgie.
Réciter le mythe produit une re-création du monde par la force du rite. L'exigence du sacrifice est l'un des plus puissants. Le mythe n'est pas récité n'importe quand mais à l'occasion de cérémonies : naissances, initiations, mariages, funérailles, et tout un calendrier de fêtes et célébrations, c'est-à-dire à l'occasion d'un commencement, d'une transformation ou terminaison dont il rend compte (ou rend conte, c'est selon). Les mythes sont des références essentielles des incantations, notamment dans le chamanisme.

## Typologie et éléments des mythes
Les mythes se retrouvent dans de nombreuses civilisations (mythes de la création du monde ou du déluge par exemple). James George Frazer en a dressé un inventaire planétaire dans son ouvrage Le Rameau d'or (1890).

### Types de mythes
- La cosmogonie raconte la création du monde. Voyez par exemple le mythe de la création du monde en Égypte antique ou la légende des soleils en Amérique centrale.
- La théogonie raconte la naissance des dieux. Le poème d'Hésiode intitulé Théogonie consiste en une théogonie : il raconte la naissance des dieux grecs antiques (la Théogonie inclut aussi une cosmogonie, puisque certains des tout premiers dieux, comme Gaïa et Ouranos, forment le monde physique) et leurs générations successives.
- L'anthropogonie raconte la création de l'homme ; le mythe grec de Prométhée.
- Le mythe de régénération raconte une recréation du monde, le plus souvent après un mythe de cataclysme : le monde s'effondrerait s'il n'était périodiquement recréé ; dans la même catégorie peut se ranger le mythe de création d'une institution susceptible de témoigner de la régénération, le mythe de création d'une plante dont l'utilité se manifeste lors de la régénération ou de sa célébration, le mythe de création d'un animal qui joue un rôle dans la célébration, soit comme victime du sacrifice, soit comme support de la théophanie;
- Le mythe de séparation du Divin et du monde et le mythe de séparation du Divin et de l'homme s'accompagnent fréquemment d'un mythe de l'invention de la mort. Voyez à Âge d'or.
- Le mythe de fondation raconte la fondation d'une communauté ou d'une ville, par exemple l'histoire des jumeaux Romulus et Rémus relatant la fondation de Rome.
- Le mythe eschatologique, racontant la fin de l'univers, par exemple le Ragnarök de la mythologie nordique. Voyez à Fin du monde et Eschatologie.

### Quelques mythes célèbres
- Cosmogonie et anthropogonie :
  - Dans la Bible :
    - le chapitre 1 du Livre de la Genèse constitue le premier récit de la Création, et correspond à une cosmogonie à partir d'un substrat existant de chaos et d'eaux primordiales ;
    - les chapitres 2 et 3 du Livre de la Genèse constituent le second récit de la Création qui se situe dans le jardin d'Éden, et correspondent à une anthropogonie ; ils contiennent des références mythologiques à l'arbre de vie, symbole d'immortalité, et à l'arbre de la connaissance du bien et du mal, symbole du savoir illimité, caractéristiques de Dieu[13] ;

  - La Théogonie d'Hésiode qui décrit la création du monde, l'histoire des dieux, la création des hommes.
  - Njeddo Dewal, mère de la calamité : conte initiatique peul ;
- L’Odyssée (« l'histoire d'Ulysse », d'après le nom grec d'Ulysse, « Odysseus »)
- L’Iliade (du grec « Ilion », autre nom de Troie)

- Mythes de régénération et de cataclysme
  - Le Déluge (Bible, Genèse), où Dieu ne sauve qu'un petit groupe de survivants et un couple d'animaux de chaque espèce.
  - Le mythe de Proserpine ou Perséphone, qui rend compte de l'alternance des saisons froides, stériles, chaudes et fécondes.
  - La cosmogonie aztèque commence par la destruction des quatre soleils primordiaux;
  - Le mythe de la destruction de l'Atlantide
- Mythe de l'homme
  - Le mythe prométhéen qui dit que Prométhée apporta le feu aux hommes.
  - Le mythe de Don Juan, repris plusieurs fois, parle d'un homme pour qui le seul plaisir réside dans la conquête et la séduction des femmes.
- Mythe de création d'une institution
  - Le mythe d'Hiram, architecte du Temple de Salomon, dont se réclament les sociétés maçonniques et les Compagnons du Tour de France.
  - Le roman « néo scientifique » d'Alfred Jarry, Gestes et Opinions du Docteur Faustroll, pataphysicien, dont se réclame le Collège de ’Pataphysique.

- Mythe de séparation des hommes et des dieux, du monde et de Dieu
  - Dans la Bible, la Chute à la fin du chapitre 3 du Livre de la Genèse ;
  - En Inde, les sacrifices aux dieux les font monter au ciel et ils abandonnent les hommes.

- Mythe de l'enfant berger futur grand artiste, Un enfant garde des bêtes dans la campagne, pour se distraire de cette tâche monotone, il dessine avec un charbon de bois sur un rocher, passe alors un haut personnage qui décèle le talent du futur artiste, voir Giotto, Jean-Pierre Franque, Simon Mathurin Lantara, autre mythe la mouche peinte par l'apprenti sur un tableau du maître en son absence, à son retour celui-ci cherche à faire partir l'intruse Quentin Metsys et encore Lantara.
- Mythe des gens de caverne repris dans le Coran, et racontant l'histoire à la fois fascinante et douloureuse de certains précurseurs croyants du christianisme, qui furent persécutés et s'enfuirent vers une caverne pour s'y abriter. À force de prier Dieu pour les protéger, le miracle divin fait qu'ils s'endormirent trois siècles et quelques années pour assister à l'avènement sinon la propagation de la nouvelle religion sur toutes les sphères de la société.

## Philosophie

### Le mythe chez Aristote
Aristote écrit : « Aussi, l'amateur de mythes [philomuthos] est philosophe [philosophos] en quelque sorte, car le mythe est composé de merveilles ». Le commentateur Toula Vassilacou-Fassea soutient qu'Aristote pense que le mythe est digne d'être respecté, mais qu'il ne fait pas avancer la science. Plus ancien que la philosophie, il lui sert surtout d'illustration une fois qu'elle est constituée.

## Postérité du mythe
De nos jours, les principaux représentants des religions monothéistes, comme ceux des néo-païens, n'éprouvent aucune difficulté à considérer que certains aspects de leurs textes sacrés relèvent du mythe. Cette considération n'enlève rien au fait qu'ils contiennent aussi un grand nombre de vérités religieuses, divinement inspirées mais révélées au moyen des catégories de pensées et de langage d'une culture et d'une époque données. Parler de mythe ou de mythologie, en ce qui concerne les monothéismes, n'implique aucun jugement de valeur sur la foi qu'ils proposent, mais offre un outil technique de réflexion herméneutique. Ainsi, les historiens utilisent les mythes comme des textes témoignant des croyances d'une société, et non comme une source d'information sur les événements politiques. Ce sont donc essentiellement les historiens des mentalités qui les utilisent comme sources historiques. Parmi eux, on peut citer, pour les mythes grecs, Jean-Pierre Vernant, pour la mythologie romaine, Georges Dumézil ou, du point de vue anthropologique, René Girard.
Après la désagrégation des repères culturels ou religieux, le relativisme des sciences, la crise de l'idée de progrès, l'humanité confrontée aux faillites écologiques, économiques et sociales, et l'échec patent des utopies révolutionnaires, le désenchantement du monde caractérisé par le recul des croyances religieuses et magiques au profit des explications scientifiques, aurait pu annoncer la fin des mythesModèle:Parti pris. Mais « l'homme moderne qui se sent et se prétend areligieux dispose encore de toute une mythologie camouflée et de nombreux ritualismes dégradés » qui correspondent à une réactualisation des mythes jouant toujours le même rôle (fonction cognitive, sociologique et psychologique, fonction d'intégration, d'explication et de légitimation). Ces derniers prospèrent même dans de nouvelles formes que sont les mythes urbains et les mythes modernes, bien que leur portée ne soit pas à mettre sur le même plan que les mythes fondamentaux des sociétés passées.

### Les réécritures
L'approche comparatiste montre que chaque ère culturelle produit les archétypes qui seront utilisés en tout ou en partie puis embellis et complétés dans les mythes de chacune de ces civilisations. Quelques-uns d'entre eux survivent à la civilisation qui leur a donné naissance par le recyclage littéraire ou théologique. Ainsi en est-il par exemple du mythe d'Orphée. On peut clairement voir que dans la littérature contemporaine on trouve de nombreux exemples de réécritures d'un mythe. Ainsi, comme Albert Camus et Le mythe de Sisyphe, en 1942, ou encore Jean Anouilh et son Antigone, en 1946. Le mythe de nos jours, prospère grâce à la portée littéraire qu'il prend sous la plume des auteurs. C'est une forme de prospérité du mythe qui le fait basculer du côté de la culture. Une véritable appropriation du mythe a lieu, à travers le prisme des préoccupations contemporaines. Ils servent d'intermédiaire pour exprimer des problèmes universels, mais auxquels les sociétés humaines donnent des réponses très variées : l'identité, la résistance, la volonté, le pouvoir…

### Théorie girardienne
Un des théoriciens les plus importants du mythe est l'anthropologue contemporain René Girard, dans sa théorie mimétique qui propose pour la première fois une théorie générale du religieux, donne une explication rationnelle de la genèse du mythe. Le mythe raconte, d'une façon déformée, un évènement réel à l'origine de l'ordre social qui régit la communauté, cet évènement étant l'expulsion ou le meurtre d'une victime au cours d'une crise de violence généralisée. Ce meurtre a ramené la paix d'une façon qui semble mystérieuse aux yeux des individus et la victime apparaît tout à la fois comme responsable de la crise terrifiante - c'est dans cette conviction qu'on l'a éliminée - et comme ayant apporté la paix miraculeuse qui a suivi son meurtre : ses pouvoirs apparaissent comme transcendants, elle est ainsi divinisée. Dans le récit de l'évènement, elle sera un dieu doté des traits négatifs de culpabilité que possédait la victime aux yeux du groupe qui l'a lynchée, et des traits positifs de l'être transcendant qui a sauvé le groupe. On peut arriver ainsi à comprendre le sens des caractères surnaturels des dieux dans le mythe. L'analyse que Girard fait de très nombreux mythes dans son œuvre permet de comprendre le caractère surprenant des figures du mythe : le dieu mauvais apparaît comme une victime injustement accusée, le dieu bon comme un chef sans scrupule, etc., la jeune fille transformée en vache ou en nymphe est probablement une victime de sacrifice humain, le dieu qui féconde par une pluie d'or est un riche suborneur, le cheval de Troie une traîtresse ambassade de paix qu'un peuple las de la guerre accepte imprudemment, au besoin en tuant les oiseaux de mauvais augure comme Laocoon et ses fils qui le défendent, etc.

### Les mythes urbains ou mythes modernes
Dans le contexte moderne, on peut observer certains récits qui ont toutes les caractéristiques de mythes mais sont soit très récents de construction, soit encore en cours d'assemblage. On parle alors de mythes urbains ou, plus couramment, de légendes urbaines. Mais on peut aussi parler de mythes modernes en référence à la réflexion qu'a menée le philosophe et sociologue Georges Sorel qui a analysé leur émergence dans et par l'avènement de faits extraordinaires, comme des épopées guerrières comme celles de la Révolution française ou les grèves ouvrières de la fin du XIXe siècle. Il s'agit alors de mythes sociaux que les masses emploient pour se mobiliser. Au cours du XXe siècle, le mythe a été utilisé comme instrument de propagande par le fascisme, en particulier pour exalter la Nation. On peut estimer qu'aujourd'hui la publicité fonctionne en créant des mythes vendeurs. Le mythe moderne est donc tantôt une manifestation sociale spontanée tantôt une manipulation d'ordre politique ou commercial. Il semble alors que dans les sociétés modernes actuelles, le mythe soit un organe de propagande comme les autres, voilà pourquoi il faut nuancer leur portée.

### Sources
- Roland Barthes, Mythologies (Seuil, 1957).